# Бразилски експедиционен корпус
Бразилският експедиционен корпус (на португалски: Força Expedicionária Brasileira) е военно формирование на въоръжените сили на Бразилия, което взима участие на страната на Обединените нации във военните действия в Средиземноморския театър на Втората световна война. Корпусът е съставен от части на сухопътните и военновъздушните войски и наброява 25 700 души.
Бразилският експедиционен корпус участва във военните действия от септември 1944 година до края на войната в Европа през май 1945 година. Основната му дейност е по време на настъпателната кампания в Италия, в хода на която са убити 948 войници от корпуса.

## Създаване на корпуса
На 28 януари 1943 г. в бразилския град Натал се провежда среща между президентите на САЩ и Бразилия Франклин Делано Рузвелт и Жетулиу Варгас. В хода на срещата, Варгас предлага да включи бразилската армия във въоръжените действия в Европа. По замисъла на правителството на Бразилия, лелеещо идеята за преразпределение на колониите в тяхна полза, по-активното участие във войната по-късно ще позволи по-дейното участие на Бразилия в устройството на света след войната. Освен това, Варгас разчита на помощта на САЩ при индустриализацията на страната. Рузвелт поддържа инициативата на Бразилия.
Първоначално бразилските военни предлагат формирането на експедиционен корпус от три-четири дивизии (около 100 хиляди души). По-късно обаче, те срещат проблеми при мобилизацията, с оръжията и транспорта, и в крайна сметка окомплектоват само една пехотна дивизия (25 000 души). В корпуса влиза една авиационна група. Изпращането на бразилските войски на фронта започва през юни 1944 г.

## Пристигане на фронтовата линия
Първият отряд на Бразилския експедиционен корпус (5800 души) пристига в Неапол на 30 юни 1944 г. Общата численост на корпуса през май 1945 г. достига 25 334 души.
Пристигналите бразилци отчасти заместват американските и френските войска, които през юни са изведени от Италия за участие в операция „Драгун“ в южна Франция.

## Бойни действия
Бразилската дивизия влиза в състава на четвърти корпус на пета армия на САЩ и воюва на италианския фронт от септември 1944 г. до капитулацията на германските войски в Италия през април 1945 г. Бразилците участват в пробива на линията „Гота“ и Северноиталианската операция.
На 2 май 1945 г. Бразилския експедиционен корпус успява да разгроми германско-италианската армия в Лигурия и да освободи град Торино.

## Равносметка
За времето си на участие в бойните действия, бразилците взимат в плен 20 573 германци. Загубите на корпуса са 457 убити и 2722 ранени.
По-късно, много от завърналите се от победоносните кампании в Италия офицери, взимат активно участие във военния преврат под ръководството на Еурику Дутра, в резултат на който режимът на Варгас е свален.